# 독일의 군주 목록
독일의 군주는 843년 베르됭 조약으로 카롤링거 제국의 동쪽이 동 프랑크 왕국으로 분리된 이후 1918년 독일에서 제정이 폐지될 때까지 존재했다. 동프랑크 왕국은 신성 로마 제국으로 발전했고, 신성 로마 제국은 독일 연방으로 계승되었다. 여러 소공국, 분국, 제후국 등으로 쪼개진 독일의 여러 나라들은 1871년 오스트리아를 제외하고 독일 제국으로 통합되었고 독일 제국은 1918년까지 존속하다가 바이마르 공화국으로 바뀌면서 사라졌다.

## 동 프랑크 왕
| 이름                  | 왕가          | 왕위계승일      | 신성로마황제 계승일 | 퇴임일          | 비고 |
| --------------------- | ------------- | --------------- | ------------------- | --------------- | --- |
| 독일왕 루트비히 2세   | 카롤링거 왕조 | 843년 8월 11일  | —                   | 876년 8월 23일  | 자비왕 루트비히의 아들                                                                                       |
| 프랑크의 루트비히 3세 | 카롤링거 왕조 | 876년 8월 28일  | —                   | 882년 1월 20일  | 독일왕 루트비히의 둘째 아들; 동프랑크지배, 작센 공 880년부터 바이에른 공겸임                                 |
| 카를만                | 카롤링거 왕조 | 876년 8월 28일  | —                   | 880년 3월 22일  | 독일왕 루트비히의 첫째 아들, 바이에른 공 및 이탈리아 왕                                                      |
| 뚱보왕 카를 3세       | 카롤링거 왕조 | 876년 8월 28일  | 881년 2월 12일      | 887년 11월 11일 | 독일왕 루트비히의 막내 아들; 882년부터 전 동부 왕국통치                                                      |
| 아르눌프              | 카롤링거 왕조 | 887년 11월 30일 | 896년 4월 25일      | 899년 12월 8일  | 카를로만의 서자 케른텐 공                                                                                    |
| 츠벤티볼트            | 카롤링거 왕조 | 899년 12월 8일  | —                   | 900년           | 아르눌프의 서자                                                                                              |
| 루트비히 4세 유아왕   | 카롤링거 왕조 | 900년 1월 21일  | —                   | 911년 8월 20일  | 아르눌프의 아들                                                                                              |
| 콘라두스 1세          | 콘라트 가문   | 911년 11월 10일 | —                   | 918년 12월 23일 | 아르눌프의 외손자, 루트비히 4세 유아왕의 생질, 잘리어 왕조, 프랑코니아를 지배, 911년부터 왕국 동부 전체 지배 |

## 독일의 왕 & 신성로마제국의 황제
신성 로마 제국의 황제로 공인받기 이전의 군주들은 로마 왕이라는 칭호를 사용하였다. 하인리히 1세의 즉위 이후의 군주들은 게르만인의 왕 또는 프랑크인의 왕이라는 칭호를 사용하였다. 1028년 하인리히 3세의 즉위 이후부터는 독일의 군주를 로마 왕(King of Roma) 또는 로마인의 왕(King of Roman)이라는 칭호를 사용하기 시작하였다.
| 이름                                   | 왕가                      | 왕위계승일                       | 신성로마황제 계승일                          | 퇴임일                                    | 비고 |
| -------------------------------------- | ------------------------- | -------------------------------- | -------------------------------------------- | ----------------------------------------- | --- |
| 새사냥꾼왕 하인리히 1세                | 오토 왕가                 | 919년 4월 23일                   | —                                            | 936년 7월 2일                             | 오토왕조의 시초, 작센과 로렌 지배, 919년부터 왕국 동부 전체 지배 |
| 대머리 아르눌프                        | 바이에른 가               | 919년                            | —                                            | 921년                                     | 하인리히 1세의 대립 왕 |
| 오토 1세                               | 오토 왕조                 | 936년 8월 7일                    | 962년 2월 2일                                | 973년 5월 7일                             | 하인리히 1세의 아들; 로타르 1세이후 처음으로 아헨 성당에서 대관식을 치름 신성로마제국 황제에 오름 (961년).                                                              |
| 오토 2세                               | 오토 왕조                 | 961년 5월 26일                   | 967년 12월 25일                              | 983년 12월 7일                            | 오토 1세의 아들; 아버지 아래서 독일왕 (961–973) 신성 로마 제국 황제 |
| 오토 3세                               | 오토 왕조                 | 983년 12월 25일                  | 996년 5월 21일                               | 1002년 1월 21일                           | 오토 2세의 아들, 983년~996년 기간 중 모후 테오파노의 섭정기간 |
| 하인리히 2세                           | 오토 왕조                 | 1002년 6월 7일                   | 1014년 4월 26일                              | 1024년 7월 13일                           | 하인리히 1세의 아들 바이에른 공작 하인리히의 손자 |
| 콘라트 2세                             | 잘리어 왕조               | 1024년 9월 8일                   | 1027년 3월 26일                              | 1039년 6월 4일                            | 오토 1세의 딸 리우트가르트와 콘라두스 1세의 외손자 콘라트 적왕의 증손자, 상부 부르고뉴 합병 프랑크인의 왕이라는 칭호를 마지막으로 사용                                  |
| 하인리히 3세                           | 잘리어 왕조               | 1028년 4월 14일                  | 1039년 6월 4일                               | 1056년 10월 5일                           | 콘라트 2세의 아들; 아버지 밑에서 독일왕 (1028–1039) 독일 왕으로는 최초로 로마 왕, 로마인의 왕이라는 칭호를 사용                                                         |
| 하인리히 4세                           | 잘리어 왕조               | 1054년 7월 17일                  | 1084년 3월 21일                              | 1105년 12월 31일                          | 하인리히 3세의 아들; 아버지 밑에서 독일왕 (1054–1056) |
| 루돌프 폰 라인펠덴                     | 라인펠덴                  | 1077년 3월 15일                  | —                                            | 1080년 10월 15일                          | 하인리히 4세의 대립왕 |
| 헤르만 폰 잘름                         | 잘름                      | 1081년 8월 6일                   | —                                            | 1081년 9월 28일                           | 하인리히 4세의와 대립왕 |
| 콘라트                                 | 잘리어 왕조               | 1087년 5월 30일                  | —                                            | 1101년 7월 27일                           | 하인리히 4세의 아들; 아버지 밑에서 독일왕 (1087–1098) 및 이탈리아 왕(1093–1098), 1095–1101 에 반란을 일으킴.                                                            |
| 하인리히 5세                           | 잘리어 왕조               | 1099년 1월 6일                   | 1111년 4월 13일                              | 1125년 5월 23일                           | 하인리히 4세의 아들; 아버지 밑에서 독일왕 (1099–1105), 아버지에 의해 강제퇴위                                                                                           |
| 로타르 3세                             | 주플린부르크 왕가         | 1125년 8월 30일                  | 1133년 6월 4일                               | 1137년 12월 4일                           | |
| 콘라트 3세                             | 호엔슈타우펜 왕가         | 1138년 3월 7일                   | —                                            | 1152년 2월 15일                           | 하인리히 4세의 외손자; 로타르 3세의 대립왕 (1127–1135) |
| 하인리히 베렝가르                      | 호엔슈타우펜 왕가         | 1147년 3월 30일                  | —                                            | 1150년 8월 경                             | 콘라트 3세의 아들; 아버지 밑에서 독일왕 (1147–1150) |
| 프리드리히 1세 바르바롯사              | 호엔슈타우펜 왕가         | 1152년 3월 4일                   | 1155년 6월 18일                              | 1190년 6월 10일                           | 콘타르 3세의 조카 |
| 하인리히 6세                           | 호엔슈타우펜 왕가         | 1169년 8월 15일                  | 1191년 4월 14일                              | 1197년 9월 28일                           | 프리드리히 1세의 아들 ; 아버지 밑에서 독일왕 (1169–1190) |
| 프리드리히 2세                         | 호엔슈타우펜 왕가         | 1197년                           | —                                            | 1197년                                    | 하인리히 6세의 아들, 프리드리히 1세 바르바롯사의 손자; 아버지 밑에서 독일왕 1196                                                                                        |
| 슈바벤의 필립                          | 호엔슈타우펜 왕가         | 1198년 3월 6일                   | 1198년 3월 6일                               | 1208년 8월 21일                           | 프리드리히 1세의 아들; 오토 4세의 대립왕 |
| 오토 4세                               | 벨프 가문                 | 1198년 3월 29일                  | 1209년 10월 4일                              | 1215년 7월 5일                            | 로타르 2세의 손자; 슈바벤의 필립과 경쟁관계; 나중에 프리드리히 2세에 의해 반대당하고 1215년에 퇴위함; 1218년 5월 19일 죽음                                              |
| 프리드리히 2세                         | 호엔슈타우펜 왕가         | 1212년 12월 5일                  | 1220년 11월 22일                             | 1250년 12월 26일                          | 복위, 하인리히 6세의 아들, 프리드리히 1세 바르바롯사의 손자; 오토 4세의 대립왕 1215년까지                                                                               |
| 하인리히                               | 호엔슈타우펜 왕가         | 1220년 4월 23일                  | —                                            | 1235년 8월 15일                           | 프리드리히 2세의 아들; 아버지 밑에서 독일왕 (1220–1235) |
| 콘라트 4세                             | 호엔슈타우펜 왕가         | 1237년 5월                       | 1250년 12월 13일                             | 1254년 5월 1일                            | 프리드리히 2세의 아들; 아버지 밑에서 독일왕 (1237–1250) |
| 하인리히 라스페                        | 튀링기아                  | 1246년 5월 22일                  | —                                            | 1247년 2월 16일                           | 프리드리히 1세 바르바롯사의 조카손자 프리드리히 2세의 경쟁관계의 왕 |
| 네덜란드의 빌렘                        | 네덜란드                  | 1247년 10월 3일                  | —                                            | 1256년 1월 28일                           | 프리드리히 2세와 콘라트 4세와 대립(1247–1254) |
| 콘월의 리처드                          | 플란타게네트              | 1257년 1월 13일                  | —                                            | 1272년 4월 2일                            | 프리드리히의 처남; 카스티야의 알폰소와 대립관계. 독일을 방문 |
| 알폰소 10세                            | 안달루시아 계             | 1257년 4월 1일                   | —                                            | 1275년                                    | 필립의 외손자; 콘월의 리차드와 대립함; 독일에 간 적이 없어 실권이 없었음; 나중에는 루돌프 1세에 반대함                                                                  |
| 루돌프 1세                             | 합스부르크 왕가           | 1273년 9월 29일                  | —                                            | 1291년 7월 15일                           | |
| 나사우의 아돌프                        | 나사우                    | 1292년 5월 5일                   | —                                            | 1298년 6월 23일                           | |
| 알브레히트 1세                         | 합스부르크 왕가           | 1298년 6월 24일                  | —                                            | 1308년 5월 1일                            | 루돌프 1세의 아들I; 아돌프의 경쟁자 (1298) |
| 하인리히 7세                           | 룩셈부르크 왕가           | 1308년 11월 27일                 | 1311년 6월 13일                              | 1313년 8월 24일                           | |
| 루트비히 4세                           | 비텔스바흐 가문           | 1314년 10월 20일                 | 1314년 10월 20일 1328년 1월 17일 (실제 즉위) | 1347년 10월 11일                          | 루돌프 1세의 손자; 미남왕 프리드리히의 경쟁자 (1314–1322) |
| 프리드리히 미남왕                      | 합스부르크 왕가           | 1314년 10월 19일/ 1325년 9월 5일 | —                                            | 1322년 9월 28일/ 1330년 1월 13일          | 알브레히트 1세의 아들; 루트비히 4세와 경쟁관계 (1314–1322); 나중에는 루트비히와 협력함 (1325–1330)                                                                      |
| 카를 4세                               | 룩셈부르크 왕가           | 1346년 7월 11일                  | 1350년 4월 5일                               | 1378년 11월 29일                          | 하인리히 7세의 손자, 루트비히4세와 경쟁관계 (1346–1347) |
| 슈바르츠부르크의 귄터                  | 슈바르츠부르크            | 1349년 1월 30일                  | —                                            | 1349년 5월 24일                           | 카를 4세와 경쟁관계 |
| 벤첼                                   | 룩셈부르크 왕가           | 1376년 6월 10일                  | 1378년 11월 29일                             | 1400년 8월 20일                           | 카를 4세의 아들; 아버지 밑에서 독일왕 (1376–1378); 1400년에 퇴위, 1419년 죽음                                                                                           |
| 브라운슈바이크-뤼넨부르트의 프리드리히 | 브라운슈바이크-뤼넨부르트 | 1400년                           | —                                            | 1400년                                    | 벤첼의 경쟁자 |
| 루프레히트                             | 비텔스바흐 가문           | 1400년 8월 21일                  | 1400년 8월 21일                              | 1410년 3월 18일                           | 루트비히 4세의 고종조카 |
| 지기스문트                             | 룩셈부르크 왕가           | 1410년 9월 20일/ 1411년 7월 21일 | 1433년 5월 3일                               | 1437년 9월 9일                            | 카를 4세의 아들 |
| 모라비아의 욥스트                      | 룩셈부르크 왕가           | 1410년 10월 1일                  | —                                            | 1411년 1월 8일                            | 카를 4세의 사촌; 지기스문트의 경쟁자 |
| 알브레히트 2세                         | 합스부르크 왕가           | 1438년 3월 18일                  | 1438년 3월 18일                              | 1439년 10월 27일                          | 알브레히트1세의 4대손; 지기스문트의 딸, 엘리자베트의 남편 |
| 프리드리히 3세                         | 합스부르크 왕가           | 1440년 2월 2일                   | 1452년 3월 16일                              | 1493년 8월 19일                           | 알브레히트 1세의 4대손; 알브레히트 2세의 친척뻘 |
| 막시밀리안 1세                         | 합스부르크 왕가           | 1486년 2월 16일                  | 1508년 2월 4일 선출 황제                     | 1519년 1월 12일                           | 프리드리히 3세의 아들; 아버지 밑에서 독일왕(1486–1493); 선출 황제의 직위를 교황에게서 얻음 (1508)                                                                       |
| 카를 5세                               | 합스부르크 왕가           | 1519년 6월 28일                  | 1530년 2월 24일 (1519년부터 선출황제였음)    | 1556년 9월 21일 (1558년까지 공식퇴임않음) | 막시밀리안 1세의 손자; 교황으로부터 대관식을 치른 마지막 황제 (카를 5세 다음 황제는 모두선출 황제임); 1556년에 사임하나 1558년까지 공식퇴위 않음; 1558년 11월 21일죽음; |
| 페르디난트 1세                         | 합스부르크 왕가           | 1531년 1월 5일                   | 1556년 9월 21일 선출 황제                    | 1564년 7월 25일                           | 막시밀리안 1세의 손자; 카를 5세의 동생; 형 카를 5세 밑에서 독일왕 (1531–1556); 아헨 성당에서 마지막으로 대관식을 치른 왕.                                               |
| 막시밀리안 2세                         | 합스부르크 왕가           | 1562년 11월 22일                 | 1564년 7월 25일 선출 황제                    | 1576년 10월 12일                          | 페르디난트 1세의 아들; 아버지 밑에서 독일왕 (1562–1564) |
| 루돌프 2세                             | 합스부르크 왕가           | 1575년 10월 27일                 | 1576년 11월 2일 선출 황제                    | 1612년 1월 20일                           | 막시밀리안 2세의 아들; 아버지 밑에서 독일왕 (1575–1576) |
| 마티아스                               | 합스부르크 왕가           | 1612년 6월 13일                  | 1612년 6월 13일 선출 황제                    | 1619년 3월 20일                           | 막시밀리안 2세의 아들 |
| 페르디난트 2세                         | 합스부르크 왕가           | 1618년 8월 28일                  | 1619년 3월 20일 선출 황제                    | 1637년 2월 15일                           | 페르디난트 1세의 손자 |
| 페르디난트 3세                         | 합스부르크 왕가           | 1636년 12월 22일                 | 1637년 2월 15일 선출 황제                    | 1657년 4월 2일                            | 페르디난트 2세의 아들; 아버지 밑에서 독일왕 (1636–1637) |
| 페르디난트 4세                         | 합스부르크 왕가           | 1653년 5월 31일                  | —                                            | 1654년 7월 9일                            | 페르디난트 3세의 아들; 아버지 밑에서 독일왕 |
| 레오폴트 1세                           | 합스부르크 왕가           | 1658년 7월 18일                  | 1658년 7월 18일 선출 황제                    | 1705년 5월 5일                            | 페르디난트 3세의 아들 |
| 요제프 1세                             | 합스부르크 왕가           | 1690년 1월 23일                  | 1705년 5월 5일 선출 황제                     | 1711년 4월 17일                           | 레오폴트 1세의 아들; 아버지 밑에서 독일왕 (1690–1705) |
| 카를 6세                               | 합스부르크 왕가           | 1711년 10월 27일                 | 1711년 10월 27일 선출 황제                   | 1740년 10월 20일                          | 레오폴트 1세의 아들 |
| 카를 7세                               | 비텔스바흐 가문           | 1742년 1월 14일                  | 1742년 1월 14일 선출 황제                    | 1745년 1월 20일                           | 요세프 1세의 딸인 마리아 아말리아의 남편, |
| 프란츠 1세                             | 로렌 가문                 | 1745년 9월 13일                  | 1745년 9월 13일 선출 황제                    | 1765년 8월 18일                           | 카를 6세의 딸, 마리아 테레지아의 남편 |
| 요제프 2세                             | 합스부르크-로렌 왕가      | 1764년 3월 27일                  | 1765년 8월 18일 선출 황제                    | 1790년 2월 20일                           | 프란츠 1세와 마리아 테레지아의 아들; 아버지 밑에서 독일왕 (1764–1765)                                                                                                   |
| 레오폴트 2세                           | 합스부르크-로렌 왕가      | 1790년 9월 30일                  | 1790년 9월 30일 선출 황제                    | 1792년 3월 1일                            | 프란츠 1세와 마리아 테레지아의 아들 |
| 프란츠 2세                             | 합스부르크-로렌 왕가      | 1792년 7월 7일                   | 1792년 7월 7일 선출 황제                     | 1806년 8월 6일                            | 레오폴트 2세의 아들; 신성 로마 제국 해체되다; 오스트리아 황제 (1804–1835); 1835년 죽음                                                                                  |

## 라인 동맹 1806-1813
| 이름         | 직위                              | 왕가            | 재위 시작일     | 재위 종료일      |
| ------------ | --------------------------------- | --------------- | --------------- | ---------------- |
| 나폴레옹 1세 | 프랑스의 황제, 라인 동맹의 보호자 | 보나파르트 왕가 | 1806년 7월 25일 | 1813년 10월 19일 |

## 독일 연방 1815-1866
| 이름                        | 직 위                                    | 왕가                 | 재위 시작일                                                      | 재위 종료일                                                      |
| --------------------------- | ---------------------------------------- | -------------------- | ---------------------------------------------------------------- | ---------------------------------------------------------------- |
| 오스트리아의 프란츠 1세     | 오스트리아 제국의 황제, 독일 연방의 의장 | 합스부르크-로렌 왕가 | 1815년 6월 20일                                                  | 1835년 3월 2일                                                   |
| 오스트리아의 페르디난트 1세 | 오스트리아 제국의 황제, 독일 연방의 의장 | 합스부르크-로렌 왕가 | 1835년 3월 2일                                                   | 1848년 7월 12일                                                  |
| 요한 공                     | 제국 섭정                                | 합스부르크-로렌 왕가 | 1848년 7월 12일                                                  | 1849년 12월 20일                                                 |
| 프리드리히 빌헬름 4세       | 프로이센 왕국의 왕                       | 호엔촐레른 왕가      | 1849년 프랑크푸르트 의회로부터 독일의 황제를 제안받았으나 거절함 | 1849년 프랑크푸르트 의회로부터 독일의 황제를 제안받았으나 거절함 |
| 프란츠 요제프 1세           | 오스트리아 제국의 황제, 독일 연방의 의장 | 합스부르크-로렌 왕가 | 1850년 5월 1일                                                   | 1866년 8월 24일                                                  |

## 북독일 연방 1866-1871
오스트리아의 황제를 정통으로 간주한 지역에서는 북독일 연방에 포함되지 않고 오스트리아-헝가리 제국에 편입하였다.
| 이름       | 직 위                                  | 왕 가           | 직위 시작일    | 직위 종료일     |
| ---------- | -------------------------------------- | --------------- | -------------- | --------------- |
| 빌헬름 1세 | 프로이센 왕국의 왕, 북독일 연방의 의장 | 호엔촐레른 왕가 | 1867년 7월 1일 | 1871년 1월 18일 |

## 독일 제국 1871-1918
| 황제명         | 직 위                                | 왕가            | 재위 시작일     | 재위 종료일     |
| -------------- | ------------------------------------ | --------------- | --------------- | --------------- |
| 빌헬름 1세     | 독일 제국의 황제, 프로이센 왕국의 왕 | 호엔촐레른 왕가 | 1871년 1월 18일 | 1888년 3월 9일  |
| 프리드리히 3세 | 독일 제국의 황제, 프로이센 왕국의 왕 | 호엔촐레른 왕가 | 1888년 3월 9일  | 1888년 6월 15일 |
| 빌헬름 2세     | 독일 제국의 황제, 프로이센 왕국의 왕 | 호엔촐레른 왕가 | 1888년 6월 15일 | 1918년 11월 9일 |

## 독일 제국 황실 수장 (1918~)
- 빌헬름 2세(1918-1941)
- 빌헬름 황태자(1941-1951)
- 루이 페르디난트 폰 프로이센(1951-1994)
- 게오르크 프리드리히 폰 프로이센(1994-)

## 같이 보기
- 독일 황제
- 오스트리아 군주
- 오스트리아 황제
- 바이에른 국왕
- 프로이센의 군주 목록
- 신성 로마 황제
- 이탈리아 왕국 (신성 로마 제국)
- 합스부르크가
- 합스부르크 군주국